# Lactobacillus plantarum
Lactobacillus plantarum é um espécie de bactéria do género Lactobacillus da família Lactobacillaceae, capaz de realizar fermentação láctica. A espécie é um dos principais responsáveis pelo processo produtivo do chucrute e de outros alimentos fermentados, nomeadamente a farinha de polvilho azedo.

## Descrição
Lactobacillus plantarum está presente na saliva humana, da qual a espécie foi isolada, sendo comum em diversos produtos fermentados. Apresenta a capacidade de liquefazer a gelatina.
O genoma de L. plantarum é um dos mais conhecidos entre os genomas de bactérias ácido lácticas. A variedade Lactobacillus plantarum 3547 (Lp3547) tem aplicações no campo dos alimentos probióticos, podendo ser publicitada como tal na União Europeia.
Lactobacillus plantarum é também utilizado como conservante de alimentos, sendo que entre a diversidade de microorganismos que se encontram nos alimentos naturais ou processados, as bactérias lácticas formam um grupo especial. Estas bactérias podem ocorrer nos alimentos como habitat de forma natural, ou ser adicionadas intencionalmente com fins de conservação. Neste casos, o efeito inibidor da bactéria deve-se a factores como a redução do pH, produção de ácidos orgânicos, produção de bacteriocinas e boa capacidade de aderência à mucosa intestinal dos mamíferos que permite competir por espaço.
Lactobacillus plantarum é uma bactéria homofermentativa. Fermenta amigdalina, celobiose, salicina, sacarose, melezitose e manitol, mas também melibiose e rafinose e por vezes ramnose. Não fermenta inositol, sorbose ou glicerol.